# Wayne Township (Butler County, Ohio)
Wayne Township ist eines von dreizehn Townships des Butler Countys im US-Bundesstaat Ohio. Nach der Volkszählung im Jahr 2000 waren hier 4252 Einwohner registriert.

## Geographie
Wayne Township liegt im Nordosten des Butler Countys im Südwesten von Ohio und grenzt im Uhrzeigersinn an die Townships: Gratis Township im Preble County, Madison Township, St. Clair Township, Hanover Township, Milford Township und Somers Township (Preble County).

## Verwaltung
Das Township wird durch ein Board of Trustees, bestehend aus drei gewählten Mitgliedern, verwaltet. Zwei Personen werden jeweils im Jahr nach der Präsidentschaftswahl gewählt und eine jeweils im Jahr davor. Die Amtszeit dauert in der Regel vier Jahre und beginnt jeweils am 1. Januar. Daneben gibt es noch einen Township Clerk (zuständig für Finanzen und Budget), der ebenfalls im Jahr vor der Präsidentschaftswahl auf eine vierjährige Amtszeit gewählt wird. Dessen Amtszeit beginnt jeweils am 1. April.